# Corona del Granducato di Toscana

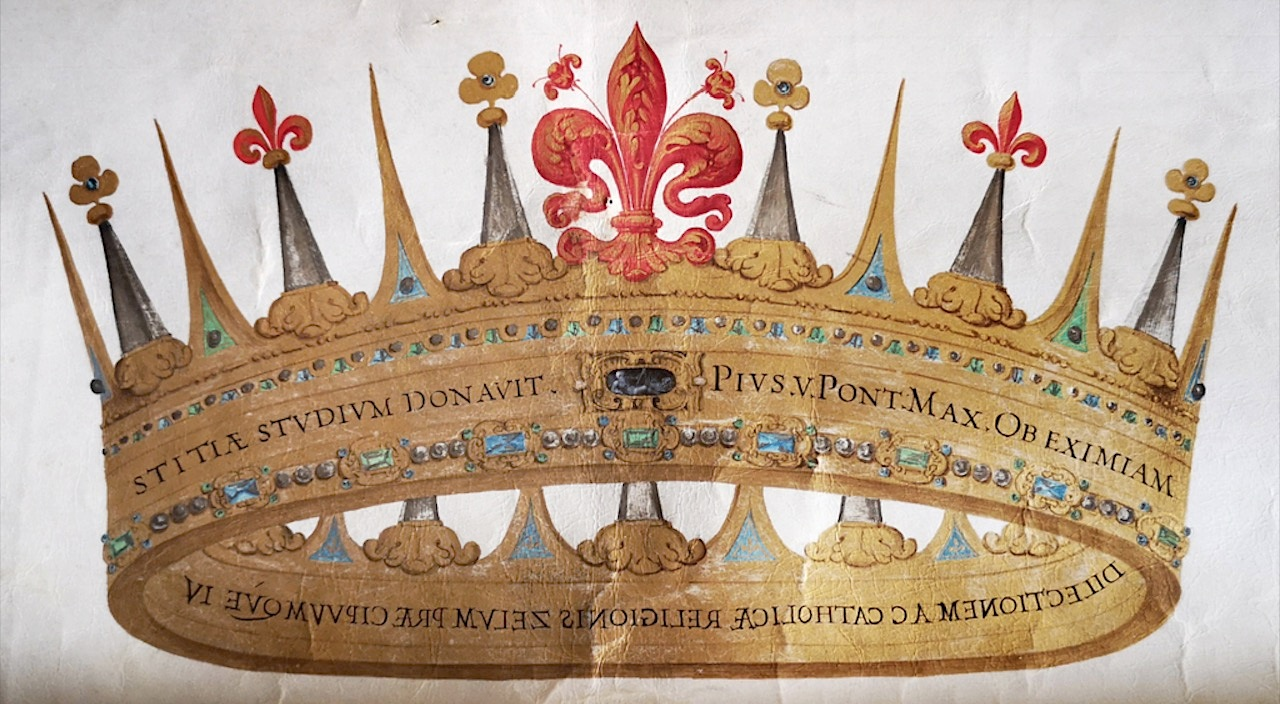
La descrizione grafica della corona concessa da papa Pio V a Cosimo I nella bolla di elevazione a granduca.

La corona del Granducato di Toscana fu una corona realizzata per i granduchi di Toscana della famiglia Medici.

## La vecchia corona
Cosimo I de' Medici, duca di Firenze, desiderava ricevere un titolo che lo togliesse dalla condizione di semplice feudatario dell'imperatore e che gli desse quindi maggiore indipendenza politica. Non trovando alcun appoggio da parte imperiale si rivolse allora al papato. Già con Paolo IV aveva cercato di ottenere il titolo di re o di arciduca, ma invano. Finalmente, il 24 agosto 1569, papa Pio V emanò una bolla che gli conferiva il trattamento di altezza serenissima e il titolo di granduca, inserendolo così nella gerarchia nobiliare come posto intermedio fra duca e principe.
Nel gennaio del 1570 Cosimo I venne incoronato da Pio V a Roma, anche se questo diritto sarebbe spettato all'imperatore. Per questo motivo Spagna e Austria rifiutarono di riconoscere il nuovo titolo, mentre Francia e Inghilterra lo ritennero subito valido. Col passare del tempo, comunque, tutti gli Stati europei finirono per riconoscerlo.
Un disegno della corona concessa dal pontefice appare nella bolla del 1569. La corona del granduca di Toscana era ovviamente diversa da quella principesca e da quella ducale ed era caratterizzata da un circolo d'oro ornato di smeraldi, rubini e perle, dal quale partivano punte triangolari alternate d'oro e d'argento verso l'alto. La corona, priva del consueto berretto di velluto interno, aveva la particolarità unica di avere, al centro nella parte anteriore, un grosso giglio bottonato, antico emblema della Repubblica Fiorentina. Elemento di grande spicco era anche il campo liscio intorno alla fronte che recava una l'iscrizione: «PIUS V PONT.MAX.OB. EXIMIAM. DILECTIONEM. AC. CATHOLICAE. RELIGIONIS.ZELUM.PRAECIPUUMQUE.IUSTITIAE. STUDIUM. DONAVIT» (Pio V, pontefice massimo, donò per l'eccezionale devozione e lo zelo per la religione cattolica e per la personalissima passione per la giustizia).
La corona venne realizzata su questo progetto in gran fretta, in quanto doveva essere pronta per la cerimonia di incoronazione del 5 marzo 1570. Non è nota la sorte della corona ma, come spesso accadeva con questo tipo di oggetti, è possibile che sia stata smantellata dopo l'incoronazione.

## La corona di Jaques Bylivelt
Nel 1576 l'imperatore Massimiliano II d'Asburgo ritirò la sua opposizione all'elevazione dei Medici al titolo di granduca e Francesco I, figlio di Cosimo, vide in questo il momento favorevole per commissionare una nuova corona, più ricca di quella paterna. L'orefice fiammingo Jaques Bylivelt, da tempo a corte, fu incaricato del lavoro, come documentato nei suoi taccuini, iniziando l'opera il 29 maggio 1577.
La corona, più sontuosa della precedente, rimase in uso presso tutti i granduchi successivi e venne valutata l'enorme somma di 275.000 scudi per le solo pietre preziose incastonate, in confronto al valore di soli 3.000 scudi assegnati al lavoro degli orefici e al peso dell'oro e degli altri metalli preziosi.

## La nuova corona
Cosimo III, granduca di Toscana dal 1670 al 1723, quando ricevette da Vienna il "diritto al trattamento regio" aggiunse sopra la corona granducale gli archetti e il globo, elementi tipici della corona regale. Il nuovo status del granduca includeva inoltre, fra le varie cose, anche il cambio del trattamento d'onore da altezza serenissima (S.A.S.) ad altezza reale (S.A.R.).
La corona granducale, della quale restano comunque disegni e dipinti, venne portata a Vienna dopo la morte dell'elettrice palatina, Anna Maria Luisa de' Medici, ultima rappresentante del ramo granducale dei Medici (benché fosse stata esplicitamente inclusa, nel patto di famiglia che obbligava i Lorena a non traslare le opere d'arte fiorentine in Austria, tra le gioie di Casa Medici che dovevano restare a Firenze). Probabilmente fu smontata per rivendere e/o riutilizzare le pietre preziose e recuperare l'oro. Una copia cerimoniale della corona – in ottone e rame, senza pietre preziose né cristalli – veniva posta, il giorno del funerale, nella bara insieme al granduca defunto. Una di queste, appartenuta a Gian Gastone de' Medici, granduca dal 1723 al 1737, venne recuperata durante una ricognizione della salma nel 2004 ed è attualmente conservata a Firenze, nei depositi del museo delle Cappelle medicee.

## Galleria d'immagini

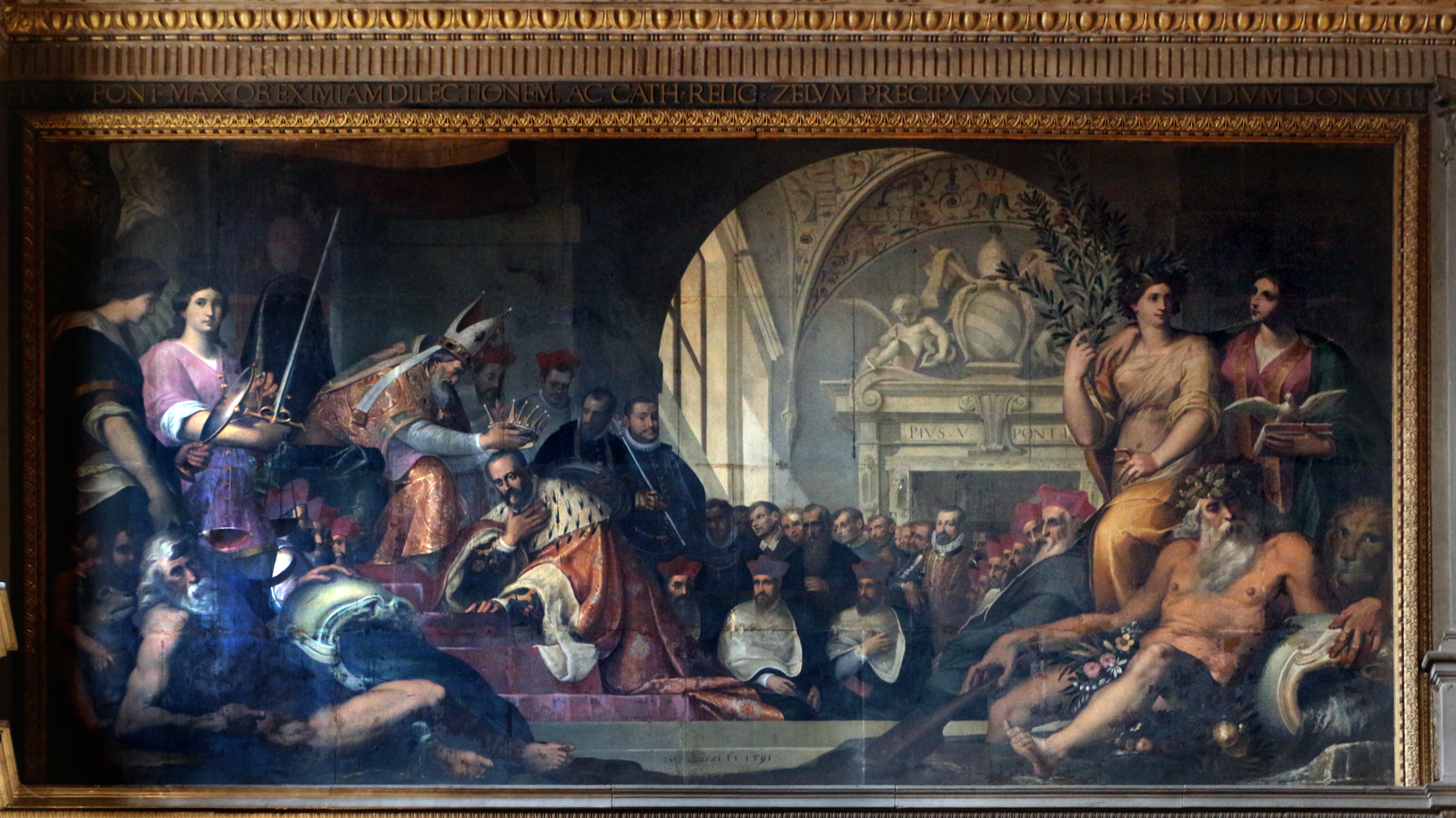
L'incoronazione di Cosimo I dipinta da Jacopo Ligozzi.
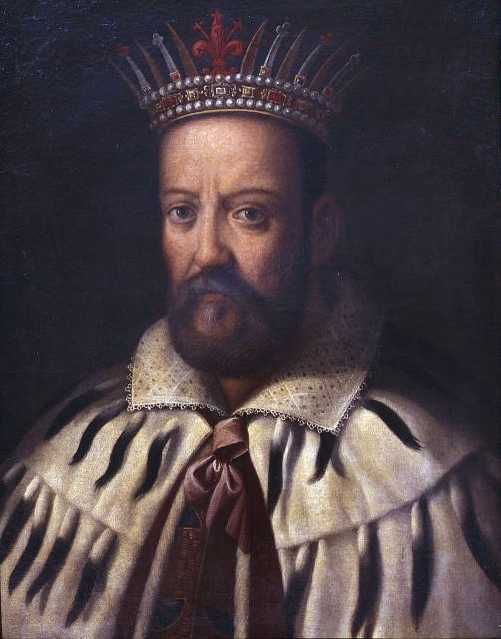
Cosimo I e la sua corona.
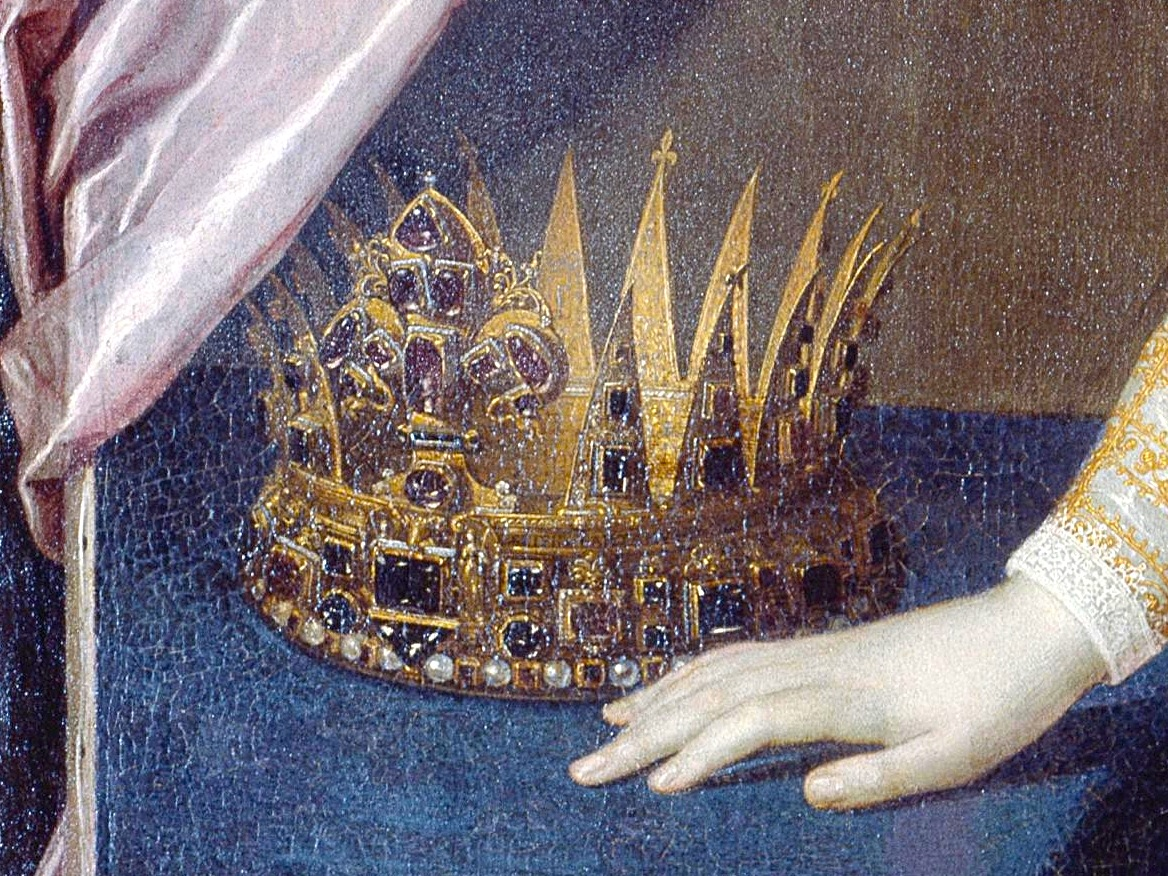
La raffigurazione più precisa della corona granducale realizzata da Jaques Bylivelt per Francesco I e utilizzata da tutti i successivi granduchi medicei.
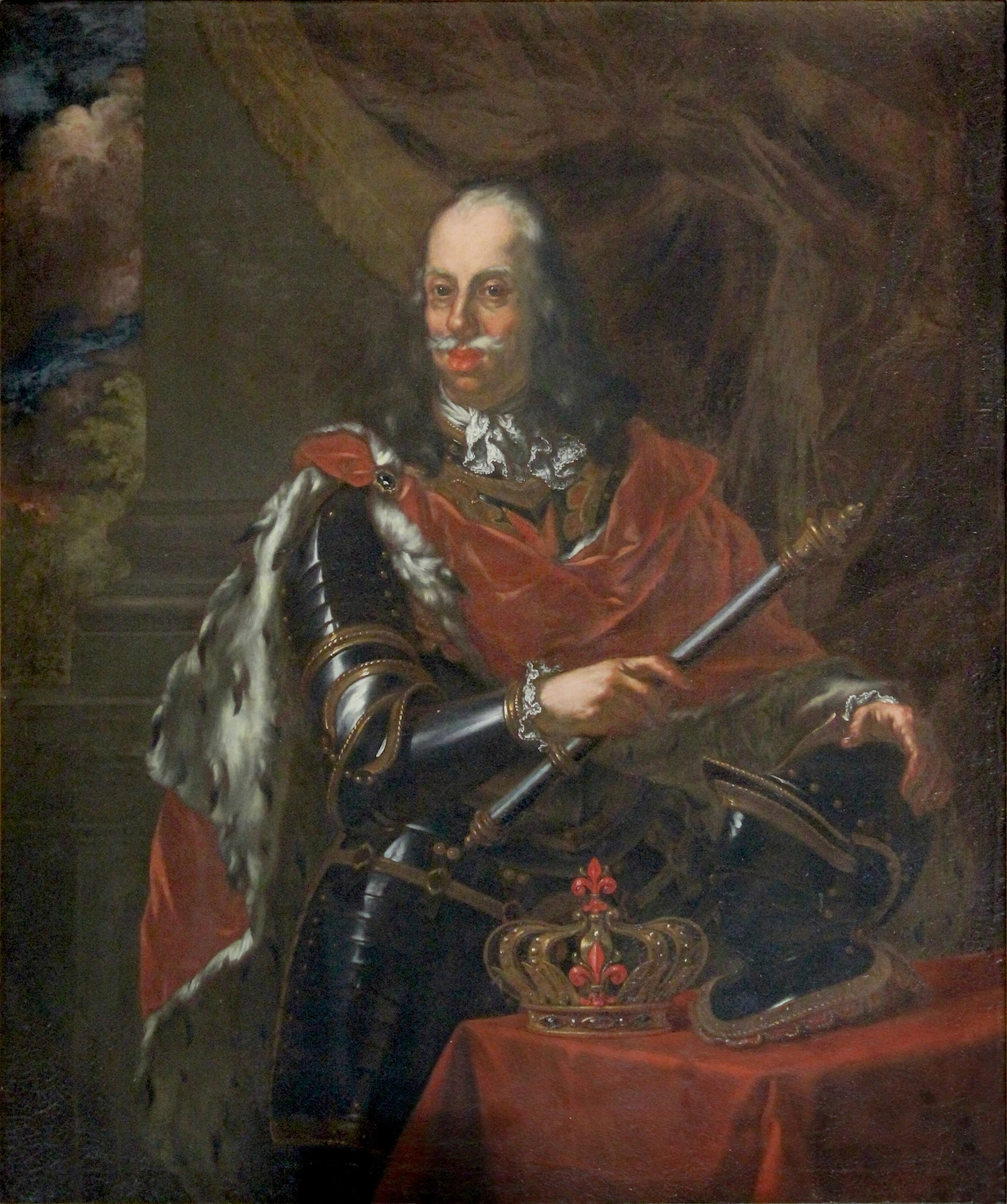
Cosimo III con la nuova corona granducale, dotata di archetti.